# Скрынников, Александр Викторович
Алекса́ндр Ви́кторович Скры́нников (род. 19 января 1960) — советский футболист, тренер. Выступал за «Уралан», проведя за клуб более 339 матчей и забив 6 голов. Мастер спорта СССР.

## Карьера
Выступал за элистинский «Уралан» с 1977 по 1990 год с небольшими перерывами. Всё это время «Уралан» играл во второй лиге СССР, лишь в последнем сезоне опустившись во вторую низшую лигу. В 1992 году сыграл один матч за дубль «Ротора» во второй лиге России. После завершения карьеры он остался в тренерском штабе «Уралана» где сначала работал помощником тренера, потом дважды в 1999 году был исполняющим обязанности, в 2003 был исполнительным директором, а в 2005—2006 годах главным тренером. В сезоне-2005 «Элиста» выступала в ЛФЛ, заняв там второе место вышла во второй дивизион, где и завершила функционирование после окончания сезона. В 2008 году Скрынников тренировал астраханский «Волгарь-Газпром-2», выведя его в первый дивизион. На Кубке ПФЛ команда заняла последнее 5-е место.